# Johnny Leoni
Johnny Leoni (* 30. Juni 1984 in Sion) ist ein Schweizer ehemaliger Fussballspieler. Er spielte auf der Position des Torhüters.

## Karriere
Johnny Leoni wechselte in der Sommerpause 2003 vom FC Sion zum FC Zürich (FCZ). Als Nummer zwei hinter dem ein Jahr zuvor verpflichteten Davide Taini konnte er seine Stärken auf dem Platz nicht direkt unter Beweis stellen. Er liess sein Talent und sein Potenzial allerdings bei diversen Kurzeinsätzen immer wieder aufblitzen. Als Leoni im Herbst 2005 die Nummer 1 im Tor des Stadtclubs wurde und somit Davide Taini ersetzte, konnte er seine Klasse unter Beweis stellen.
Er wuchs zu einer festen Grösse im Team des FC Zürich heran und sicherte ihm viele wichtige Punkte. Highlight seiner Karriere war, als er im Viertelfinal des Swisscom Cups 2005/06 drei Elfmeter gegen den FC Aarau hielt. Tiefpunkt seiner Karriere sind die fünf Gegentore im von seinem damaligen Trainer Bernard Challandes als «Spiel des Lebens» bezeichneten Champions-League-Match gegen Real Madrid im Spätsommer 2009.
Der angestrebte Wechsel ins Ausland kam indes spät zustande. Im Sommer 2012 unterschrieb Leoni, der beim FC Zürich seit längerer Zeit nicht mehr glücklich war, einen bis 2014 laufenden Vertrag beim zypriotischen Erstligisten Omonia Nikosia; im Februar 2013 wurde der Schweizer Torhüter nach Aserbaidschan zu Neftçi Baku ausgeliehen, wo er jedoch keine Rolle spielte. Da Omonia Nikosia in finanzielle Schieflage geriet und eine Lohnfortzahlung nicht mehr garantiert war, wechselte Leoni im Sommer 2013 zu Marítimo Funchal in die oberste portugiesische Liga.
Durch seine Leistungen beim FCZ war Leoni auch ein Thema für die Schweizer Nationalmannschaft. Bei der WM 2010 in Südafrika gehörte er dem Kader als dritter Torhüter an. Am 10. August 2011 debütierte er in der Schweizer Nationalmannschaft, als er im Spiel gegen Liechtenstein für Diego Benaglio eingewechselt wurde.
Nachdem er 2013 ein Jahr bei Marítimo Funchal in Portugal tätig gewesen war, wechselte er im August 2014 zurück in die Schweiz zum FC Le Mont-sur-Lausanne in die Challenge League.
2016 unterschrieb Leoni beim japanischen J3-League-Team AC Nagano Parceiro. 2017 wechselte er innerhalb der J3 League zu Tochigi SC und stieg in die J2 League auf.

## Erfolge
- Finalist U-17 Schweizer Cup (2000)
- Cup-Sieger mit dem FC Zürich (2005)
- Schweizer Meister mit dem FC Zürich (2006, 2007 und 2009)